# Johann Heinrich Stobbe
Johann Heinrich Stobbe (* 25. Januar 1802 in Königsberg, Provinz Ostpreußen; † nach 1864) war ein deutscher Genre- und Porträtmaler der Düsseldorfer Schule.

## Leben
Stobbe war ein Sohn des Posamentierers Johann Wilhelm Stobbe. Er erhielt eine erste künstlerische Ausbildung bei dem Landschaftsmaler und Zeichenlehrer Samuel Benjamin Weidner (* 1764) sowie bei dem Historien- und Porträtmaler Johann Eduard Wolff in Königsberg. Von 1833 bis 1838 studierte er Malerei an der Kunstakademie Düsseldorf. Dort war Karl Ferdinand Sohn sein Lehrer. Bei seiner Heirat am 9. Mai 1839 in Königsberg (Pr) wurde der Beruf mit Maler und Zeichenlehrer angegeben.